# 존 네그로폰티

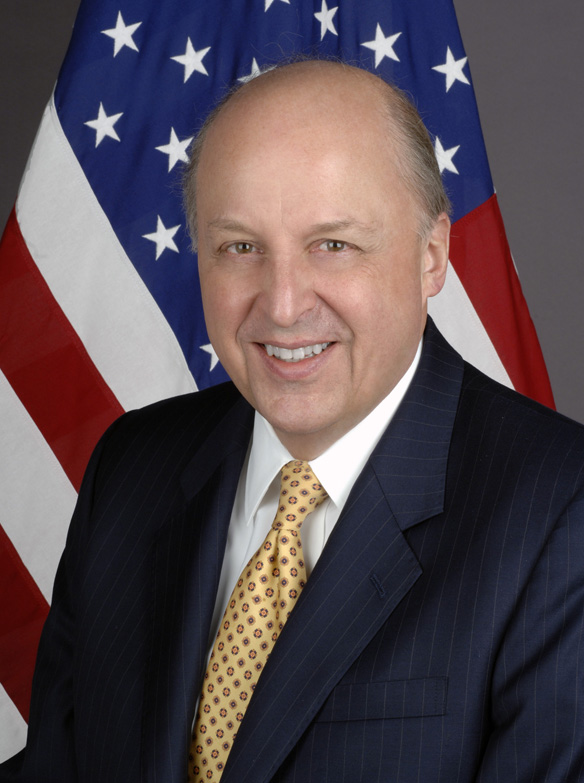

존 네그로폰티(John Negroponte, 본명: 존 디미트리 네그로폰티, /ˌnɛɡroʊˈpɒnti/, 1939년 7월 21일 ~ )는 미국 외교관이다. 2018년에는 버지니아대학교 밀러 공보센터의 제임스 R. 슐레진저 특훈교수로 재직했다. 조지 워싱턴 대학교 엘리엇 국제 관계 학교에서 J.B.와 모리스 C. 샤피로(Maurice C. Shapiro) 교수로 재직했다. 임명되기 전에는 예일 대학교 잭슨 국제 문제 연구소에서 국제 문제 연구원 및 강사, 미국 국무부 부장관(2007~2009), 제1대 국가 정보 국장(2005~2007)을 역임했다.
네그로폰티는 1960년부터 1997년까지 미국 외교부에서 복무했다. 1981년부터 1996년까지 그는 온두라스, 멕시코, 필리핀에서 미국 대사로 근무했다. 외무부를 떠난 후 그는 2001년부터 2004년까지 유엔 주재 미국 대표로 부시 행정부에서 근무했고, 2004년 6월부터 2005년 4월까지 이라크 주재 대사를 지냈다.

## 같이 보기
- 이란-콘트라 사건